# Muraoka Hanako

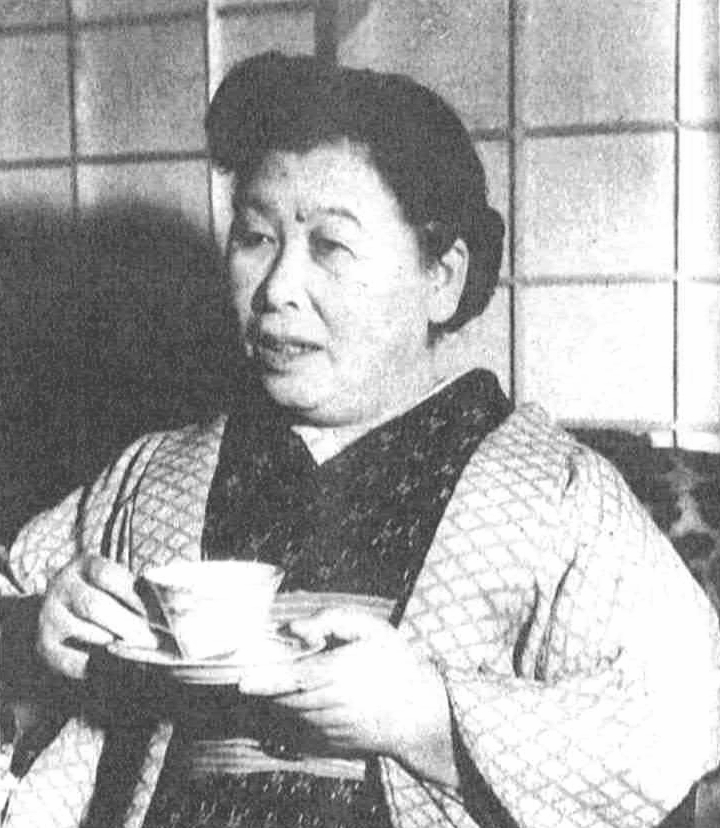
Muraoka Hanako 1953

Muraoka Hanako (japanisch 村岡 花子; geboren 21. Juni 1893 in Kōfu (Präfektur Yamanashi); gestorben 25. Oktober 1968 in Tokio) war eine japanische Schriftstellerin und Übersetzerin. 

## Leben und Wirken
Muraoka Hanako wurde als Älteste von fünf Geschwistern in einer armen, christlichen Familie geboren. Ihr Vater erkannte Hanakos Begabung und arbeitete hart daran, sie auf die „Tōyō Eiwa Jogakkō“ (東洋英和女学校) zu bringen, eine kanadische Missionsschule für Mädchen in Stadtteil Azabu von Tokio, an der viele Töchter von Adligen und Millionären studierten. 1903 wurde sie als Stipendiatin zum ersten Jahr des Studienkollegs aufgenommen. Während Hanako sich einer Erziehung in englischer Sprache und einer strengen Lebensführung unterzog, teilte sie ab 1908 den Schlafsaal mit der acht Jahre älteren Yanagiwara Akiko, die sich später als Dichterin Yanagiwara Byakuren nannte. Sie wurden beste Freundinnen und nannten sich „Hana-chan“ (花ちゃん) und „Aki-sama“ (燁さま).
1909 machte Akiko Hanako mit der vom Dichter Sasaki Nobutsuna geleiteten Kurzgedicht-Gruppe „Chikuhaku-kai“ (竹柏会) bekannt, der sie sich anschloss. Sie studierte Tanka-Schreiben und klassische japanische Literatur und lernte die Dichterin und Übersetzerin irischer Literatur Katayama Hiroko kennen, die eine lebenslange Freundin wurde. 1913 machte sie ihren Abschluss an der „Tōyō Eiwa Jogakkō“ und wurde im folgenden Jahr Englischlehrerin an der „Yamanashi Eiwa Jogakkō“ (山梨英和女学校). Um diese Zeit begann sie Märchen und Romane für die an Mädchen gerichtete Literaturzeitschrift „Shōjo gahō“ (少女画報) zu schreiben.
1917 veröffentlichte Muraoka „Rohen“ (爐邉) – „Feuerstelle“, das erste Buch, das von der „Christlichen Vereinigung Japans zur Förderung der Kultur“ (日本基督教興文協会, Nihon Kirisutokyō kōbun kyōkai) herausgegeben wurde. 1919 hörte sie mit dem Unterrichten auf und begann für die genannte Christliche Vereinigung im Ortsteil Tsukiji von Tokio an Übersetzungen und Bearbeitungen mitzuarbeiten. Sie veröffentlichte die übersetzte Version von „Moses im Studienland“ und verliebt sich in Muraoka Keizō (村岡 敬三), einen Christen und Zweigstellenleiter von „Gospel Printing“ (福音印刷), der für den Druck verantwortlich war, und heiratet ihn. Bald wurde der älteste Sohn Michio (道雄) geboren.
1923 ging „Gospel Printing“ aufgrund des Großen Kantō-Erdbebens bankrott. 1912 gründete Muraoka den Verlag  „Seiransha Shobō“ (青蘭社書房) bei sich zu Hause. 1926 erkrankte Sohn Michio und starb. Inmitten ihrer Trauer war sie von Mark Twains „Der Prinz und der Bettelknabe“ so beeindruckt, dass sie beschloss, das Übersetzen von Literatur, die sowohl Kindern als auch Erwachsenen Spaß machen könnte, zu ihrer Aufgabe zu machen. 1927 veröffentlichte sie eine Übersetzung von „Der Prinz und der Bettelknabe“ unter dem Titel „Ōji to kojiki“ (王子と乞食).
Ab 1932 leitete Muraoka die Ansage der Nachrichtensektion „Kinderzeitung“ (子供の新聞, Kodomo no shimbun) im Radio JOAK (dem Vorläufer von NHK), dem ersten Kinderradioprogramm. Ihr Gruß „Auf Wiedersehen!“ am Ende jeder Sendung wurde zu einer Art Markenzeichen. Die Sendung lief bis zum Ausbruch des Zweiten Weltkriegs. Als sich die Weltlage 1939 verschlechterte und die kanadische Missionarin Loretta Leonard Shaw (1872–1940) Japan verließ, vertraute sie Muraoka das Originalwerk von „Anne of Glynn Gables“ an, um ihrer Freundschaft zu gedenken. Muraoka übersetze das Buch und konnte es 1952 unter dem Titel „Akage no An“ (赤毛のアン) – „Die rothaarige Anne“ im Verlag „Mikasa shobō“ (三笠書房) veröffentlichen.
Im Sommer 1952 eröffnete Muraoka in ihrem Haus Japans erste Hausbibliothek, die „Michio Bunko Library“ (道雄文庫ライブラリー), die sie bis 1967 betrieb. Nach dem Weltkrieg engagierte sie sich als Teilzeitangestellte des Kultusministeriums und wirkte als Vizepräsidentin der „Federation of UNESCO Associations in Japan“ (日本ユネスコ協会連盟, Nihon Yunesuko kyōkai remmei) und setzte sich für soziale Projekte wie Bildungsreformen und Wohlfahrtsprojekte ein. 1960 wurde sie für ihre Beiträge zur Kinderliteratur mit der Ehrenmedaille am blauen Band ausgezeichnet. Sie starb 1968 an einer Hirnthrombose.